# Wasei-eigo
Wasei-eigo (japonsky 和製英語) je označení pro japonské pseudoanglicismy, tedy anglické konstrukce, které nejsou používány v anglofonních zemích či rodilými anglickými mluvčími, ale objevují se v japonštině. Obecnějším termínem je gairaigo.